# Elena Franklin
Elena Franklin (Nueva York, 3 de agosto de 1988) es una exactriz estadounidense. Es especialmente conocida por haber interpretado a Shane DeTorre en la película Osmosis Jones (2001).

## Biografía y carrera
Franklin debutó en cine en 1998, con participaciones en cortometrajes y producciones independientes. En 2001, alcanzó reconocimiento internacional con su papel de Shane DeTorre en la película Osmosis Jones. En esta película, interpretó a la hija de Frank DeTorre (Bill Murray), cuyo estado de salud juega un papel central en la trama.
Luego de esa interpretación, trabajó en televisión con apariciones en series como Law & Order: Special Victims Unit y The Unit. Participó en el videojuego de 2006 Bully como actriz de voz y captura de movimiento. Su última aparición actoral fue en 2011, en la película The Roommate, retirándose de la actuación poco tiempo después.

## Filmografía

### Cine
- Myth America (1998) – Joven Echo (cortometraje)[2]
- Utilities (cortometraje, 2000) – Mary (cortometraje)[2]
- Osmosis Jones (2001) – Shane DeTorre[3]
- Bully (2006) – Mandy (voz, captura de movimiento)[2]
- The Roommate (2011) – Jessica Smith[2]

### Televisión
- Law & Order: Special Victims Unit (2002) – Amy Bergen (1 episodio)[2]
- The Unit (2009) – Mia (1 episodio)[2]